# ابراهیم توره
ابراهیم توره (انگلیسی: Ibrahima Touré؛ زادهٔ ۱۷ دسامبر ۱۹۸۵) بازیکن سابق فوتبال اهل سنگال است.
وی سابقه بازی در تیم‌های پیکان، پرسپولیس و سپاهان در ایران را دارد.
توره در ژانویه ۲۰۱۲ به باشگاه فوتبال موناکو پیوست.

## افتخارات

### باشگاهی

#### سپاهان
- لیگ برتر خلیج فارس
  - قهرمان (۲): ۱۳۸۹–۱۳۸۸، ۱۳۹۰–۱۳۸۹

#### موناکو
- لیگ ۲
  - قهرمان (۱): ۲۰۱۳–۲۰۱۲